# Supereroi in San Fransokyo
Supereroi in San Fransokyo è un singolo del rapper italiano Moreno, pubblicato il 5 dicembre 2014.

## Descrizione
Il brano è stato composto appositamente per la colonna sonora del film Big Hero 6, venendo successivamente incluso nella lista tracce della riedizione del secondo album Incredibile uscita nel 2015.

## Video musicale
Il video, pubblicato il 27 dicembre 2014 attraverso il canale YouTube di Disney Italia, alterna scene del film Bg Hero 6 con altre in cui Moreno canta il brano.

## Tracce
1. Supereroi in San Fransokyo (From "Big Hero 6") – 3:01